# Toshiyuki Kosugi
Toshiyuki Kosugi (小杉 敏之, Kosugi Toshiyuki) est un footballeur japonais né le 20 juin 1968 dans la Tokyo au Japon.